# São Caetano de Odivelas (kommun)
São Caetano de Odivelas är en kommun i Brasilien.   Den ligger i delstaten Pará, i den nordöstra delen av landet, 1 700 km norr om huvudstaden Brasília. Antalet invånare är 16 891.
Följande samhällen finns i São Caetano de Odivelas:
- São Caetano de Odivelas

I omgivningarna runt São Caetano de Odivelas växer i huvudsak städsegrön lövskog. Runt São Caetano de Odivelas är det glesbefolkat, med 19 invånare per kvadratkilometer.